# San Maurizio Canavese
San Maurizio Canavese – miejscowość i gmina we Włoszech, w regionie Piemont, w prowincji Turyn.
Według danych na rok 2004 gminę zamieszkiwało 7259 osób, 427 os./km².